# Roberto Morales Loredo
Roberto Morales (n.Llallagua - Potosí, Bolivia, 21 de abril) es compositor e intérprete de saxofón, radicó desde niño en la ciudad de La Paz - Bolivia, ciudad en la que inició sus estudios en música y forjó su carrera.

## Trayectoria
Músico multinstrumentista, (todos los saxofones, flauta traversa, flauta pícolo, clarinete, sikus  y quenas), el año 2016 presentó su primer trabajo discográfico de solista titulado “VISCARRA”,  en homenaje al gran escritor paceño Victor Hugo Viscarra, con composiciones propias dando un nuevo aporte al jazz boliviano. 
Ha conformado agrupaciones de música boliviana  como: el grupo TAKESI (2000-2002), SIN FRONTERAS (2002-2013), fue parte del grupo estable durante varios años de la cantante boliviana Esther Marisol, invitado por la agrupación de música fusión PARAFONISTA para un concierto el Kuwait, además de ser invitado a grabar para varias agrupaciones.
Actualmente, en paralelo a su proyecto individual, es parte de la agrupación SAVIA NUEVA y de la agrupación AYMURAY, con la que presentó una producción discográfica  en mayo de 2016, siendo una propuesta alternativa de música fusión boliviana.
Trabaja por temporadas con el cuarteto de saxofones TAWAIRA,  con el que se encuentra en la preparación del primer disco con este formato.  Ha sido invitado a ser parte de la Orquesta Sinfónica Nacional de Bolivia en varias oportunidades, interpretando obras del repertorio clásico para saxofón.
Dentro del mundo del jazz boliviano ha sido parte de: “La Paz Big Band” ”Big Band Juvenil” y la “Big Band Bolivia” e invitado de Danilo Rojas Quartet, “Bolivian Jazz”, y en la grabación del disco “AUTORETRATO” del Guitarrista cruceño actualmente radicado en Estados Unidos Carlos Fischer, ha participado con diferentes conformaciones en el LAPAZ FESTIJAZZ  sin interrupción durante los últimos quince años. 
Actualmente es docente de saxofón en el Conservatorio Plurinacional de Música de Bolivia  tanto en las áreas de saxofón clásico y saxofón moderno.

## Discografía
Viscarra
- En lo profundo del Relato: Noche - Frío - Señora muerte.
- Cementerio de Elefantes[4]
- Las Carpas (delirium tremens)
- Viscarra[5]

- Todas las composiciones de este disco pertenecen a Roberto Morales.